# Přemysl Kovář
Přemysl Kovář (Boskovice, 14 ottobre 1985) è un ex calciatore ceco, di ruolo portiere.

## Carriera
Nel 2013-2014 ha disputato 11 incontri di UEFA Europa League con la maglia dello Slovan Liberec

## Palmarès

### Club

#### Competizioni nazionali
- Campionato ceco: 4

Slavia Praga: 2016-2017, 2018-2019, 2019-2020, 2020-2021
- Coppa della Repubblica Ceca: 3

Slavia Praga: 2017-2018, 2018-2019, 2020-2021